# Karen Murphy (Szenenbildnerin)
Karen Murphy ist eine US-amerikanische Szenenbildnerin.

## Leben
Murphy begann ihre Karriere 1997 in der Filmbranche bei der Serie Big Sky. Seitdem arbeitete sie als Szenenbildnerin für große Produktionen wie Matrix Reloaded. Ab 2012 und dem Film Cryo arbeitet sie hingegen als Produktionsdesignerin. Seit Moulin Rouge kollaborierte sie wiederholt mit Regisseur Baz Luhrmann, zuletzt bei Elvis. Für die Arbeit an diesem Film wurde sie für den Oscar in der Kategorie Bestes Szenenbild nominiert.

## Filmografie (Auswahl)
- 1997: Big Sky (Fernsehserie)
- 2001: Moulin Rouge
- 2001: Jagd auf den Schatz der Riesen
- 2003: Matrix Reloaded
- 2003: Matrix Revolutions
- 2005: Star Wars: Episode III – Die Rache der Sith
- 2008: Australia
- 2012: Cryo
- 2013: Der große Gatsby
- 2013: Felony – Ein Moment kann alles verändern
- 2016: The Light Between Oceans
- 2016: The Get Down
- 2017: It Comes at Night
- 2018: A Star Is Born
- 2019: Outlaws – Die wahre Geschichte der Kelly Gang
- 2019: Queen & Slim
- 2022: Elvis
- 2022: Chevalier

## Auszeichnungen (Auswahl)
- 2008: Satellite Award in der Kategorie Bestes Szenenbild für Australia
- 2023: Satellite-Award-Nominierung in der Kategorie Bestes Szenenbild für Elvis
- 2023: Critics’ Choice Award in der Kategorie Bestes Szenenbild für Elvis
- 2023: BAFTA-Nominierung in der Kategorie Bestes Szenenbild für Elvis
- 2023: Oscar-Nominierung in der Kategorie Bestes Szenenbild für Elvis